# Kent Kennan
Kent Kennan   (Milwaukee, 18 d'abril de 1913 - Austin, 1 de novembre de 2003) va ser un compositor, autor, educador i professor nord-americà.

## Biografia
Va aprendre a tocar l'orgue i el piano i va rebre llicenciats en composició i teoria musical per la Universitat de Michigan i l'Eastman School of Music. Als 23 anys li van concedir el premi Roma, que li va permetre estudiar durant tres anys a Europa, principalment a l'Acadèmia Americana de Roma. Era el germanastre del diplomàtic i historiador George F. Kennan.
Durant la major part de la seva carrera, Kennan va ser professor a la Universitat de Texas a Austin, també va ensenyar breument a la "Kent State University". La seva tasca com a professor va ser breument interrompuda per la Segona Guerra Mundial, quan va exercir com a director de banda de l'exèrcit dels Estats Units. Després de ser alliberat, va ensenyar dos anys (1947-1949) a la "Ohio State University" abans de tornar a la Universitat de Texas.
Les seves composicions inclouen obres per a orquestra, conjunt de cambra i instrument solista, a més de cançons i música coral. La seva Sonata per a trompeta i piano forma part del repertori estàndard de molts estudis de trompeta col·legials. El seu soliloqui nocturn va ser escrit el 1936 i està ambientat per a flauta solista, piano i cordes. Kennan va compondre la seva última obra important el 1956 a l'edat de 43 anys i va abandonar la composició, escrivint només petites peces ocasionals i dedicant-se a l'escriptura docent i educativa. Els seus llibres Counterpoint i The Technique of Orchestration s'han utilitzat àmpliament com a textos d'aula.
El 5 de maig de 1957, Howard Hanson i lOrquestra Eastman-Rochester van gravar Les tres peces per a orquestra de Kennan, una obra composta a Roma el 1936 i estrenada el 1939 per Hanson i lorquestra Rochester. Va ser llançat per Mercury Records en LP (SR90147) i CD (434307-2). Els tres moviments són "Promenade", "Nocturne" i "Il Campo dei Fiori".
El 30 de desembre de 2003, Pierian va publicar Kent Kennan: Chamber Music en CD (0017). Amb Felicity Coltman al piano, amb el Austin Chamber Music Center, l'àlbum inclou "Sonata per a violí i piano", composta el 1937, "Night Soliloquy", composta el 1936, "Scherzo, Aria i Fugato per a oboe i piano", composta el 1949, "Threnody per a violí i piano", compost el 1992, i "Quintet per a piano i cordes", compost el 1935. Aquests dos darrers temes, "Threnody" i "Quintet" es van interpretar en presència del compositor. Entre els intèrprets del grup de música de cambra d'Austin hi havia Richard Kilmer, violí, Megan Meisenbach, flauta travessera, Kathleen Turner, oboè, Adrianna Hulscher, violí, Jennifer Bourianoff, violí, Ames Asbell, viola i Margaret Coltman-Smith, violoncel.